# Javier Busto Sagrado
Javier Busto (Hondarribia, Guipúscoa, 13 de novembre de 1949) és un compositor basc.
Va estudiar direcció coral amb Mn. Erwin List. Paral·lelament als estudis musicals, es va llicenciar en Medicina a la Universitat de Valladolid. Ha estat director del cor Ederki de Valladolid (1971-1976) amb el qual va guanyar el tercer premi a Tolosa (1975). L'any 1978 va fundar el cor Eskifaia d'Hondarribia que va dirigir fins al 1994 i amb el qual va guanyar primers permis als concursos internacionsl d'Ejea de los Caballeros, Tolosa, Avilés, Tours, Gorizia, Spittal an der Dräu, Mainhausen i Marktoberdorf.
Va fundar l'any 1995 el Kanta Cantemus Korua de Guipúscoa amb el qual va obtenir el primer premi als concursos internacionals de Tours l'any 1997 i de Tolosa l'any 1999.
Les seves composicions van ser premiades a Bilbao, Tolosa i Igualada, i publicades a Suècia (Gehrmans Musikförlag), EUA (Walton, Alliance Music P. and Santa Bárbara), Alemanya (Ferrimontana) i a Espanya (bustovega).
Docent de direcció coral a Espanya, França, Suècia i Veneçuela, forma part regularment dels jurats dels més importants concursos coral com ara els d'Arezzo, Debrecen, Las Palmas de Gran Canaria, Tours, Takarazuka (Japó), Tolosa, i és membre del comitè tècnic del conutrs de Tolosa i del Festival de Legnano.
Ha estat director convidat en nombroses ocasions com ara el IV World Symposium on Choral Music - 1996, a Sydney (Austràlia), i a Kobe – Osaka - Tòquio (1998), convidat d'honor a Tòquio Cantat l'any 2000 i l'any 2002 a l'Americafest International Women's Singing Festival, Seattle (EUA) (2001), a Europa Cantat Festival de Barcelona (2003), i ha dirigit cors il·lustres al Japó, Suècia, Canadà (Elektra Women's Choir), Itàlia (Corale Zumellese, Corale Renato Portelli), Argentina (Lagun Onak Choir), Buenos Aires.

## La seva música
La producció de Javier Busto està quasi totalment relacionada amb la música coral. El seu estil és fluid, cantable i caracteritzat per una contínua recerca de l'efecte harmònic sobretot mitjançant la utilització d'acords d'11ma, de 13ma i intervals de segona, i rítmic mitjançant l'ajuda de nombroses fórmules procedents de la tradició popular sobretot espanyola (p. ex. zorongo, habanera, etc.)
L'autor fa una atenció especial a tot el que representa la relació entre text i música, utilitzant molt sovint artificis madrigalístics d'impacte emotiu segur. La peça que l'ha fet més cèlebre, l'Ave Maria, resumeix per si mateix el pensament musical d'aquest compositor i director de cor basc.

## Obres
- 1980 Ave Maria cor SATB
- 1983 Ave Maria gratia plena cor SSAA
- 1985 Hiru Eguberri kanta coro SAA	adaptació de cant popular
- 1986 Bidasoa	cor SATB div.	José Angel Irigaray
- 1987 Zai itxoiten	cor SAA	Edurne Martínez Juanaberria
- 1988 Gauaren zergatiaren bila cor SAA	Edurne Martínez Juanaberria
- 1988 Lafa-lafa	cor SSAA	Inazio Mujika
- 1990 Sagastipean	cor SATB	Inazio Mujika
- 1991 Axuri beltza cor SATB adaptació de cant popular
- 1991 Exsultate Deo	cor SATB
- 1992 Joseph fili David	cor SATB
- 1994 Con nostalgia... Ejea	cor SATB	Javier Busto
- 1995 Amodioa	cor SATB o SSAA	Jose Angel Irigaray
- 1995 No lloréis mis ojos cor SA divisi, SATB	Lope de Vega
- 1996 For us	cor SSAA
- 1997 Missa pro defunctis	cor SATB, Soprano, Baix, Clarinet
- 1997 Responsorio de Navidad cor	SSA
- 1998 La noche en la isla	cor SSAA	Pablo Neruda
- 1998 O magnum mysterium 	cor SATB
- 1998 Stabat mater	cor SATB
- 1998 Zutaz	cor SATB	Josune López
- 1998 Zutaz	cor SSAA	Josune López
- 1999 Cuatro cantos penitenciales	cor TTBB
- 1999 Praise the Lord	cor SATB
- 1999 Puer natus est nobis 	cor SATB
- 1999 Shorter's Gloria	cor SATB
- 1999 Gabona, berri ona!	cor SA, fisarmonica,	Josune López
- 2000 Kaia barrenean 	cor SSA	Fernando Goenaga
- 2000  O salutaris Hostia Per Soprano i Òrgue
- 2000 Maritxu nora zoaz 	cor SSA	adaptació de cant popular
- 2000 Maritxu nora zoaz 	cor SATB	adaptació de cant popular
- 2000 Agur Maria	cor SA div.
- 2001 Basque Magnificat	cor SATB divisi
- 2001 Lili eder bat 	cor SATB	adaptació de cant popular
- 2001 Missa Augusta	cor SSAA
- 2001 Lili eder bat	cor SSAA	adaptació de cant popular
- 2001 Mila begi	cor SAA	Inazio Mujika
- 2001 Soinuen itsasoa	cor SATB div.	Josune López
- 2001 Txantxangorria	cor SATB	Lourdes Zubeldia
- 2002 S'ha feito de nuey 	cor SATB div.	José Lera (text e melodia)
- 2003 Hodie Christus natus est cor SATB divisi
- 2003 A tu lado habanera cor SATB o SSAA o TTBB	Matías Antón Mena
- 2003 Canto a la Vírgen	cor SATB
- 2003 Ametsetan (Zati bat)	cor SATB divisi	Josune López
- 2003 Virgo Dei Genitrix (Hymnus)	cor SSAA
- 2004 Francisco Pino "Poemas"	cor SATB	Francisco Pino
- 2004 Cansado de tanto amor	cor SA	José María Porta Tobar
- 2004 Cansado de tanto amor	cor TB	José María Porta Tobar